# Bathynomus doederleinii
Bathynomus doederleinii är en kräftdjursart som beskrevs av Ortmann 1894. Bathynomus doederleinii ingår i släktet Bathynomus och familjen Cirolanidae. Inga underarter finns listade i Catalogue of Life.

## Bildgalleri

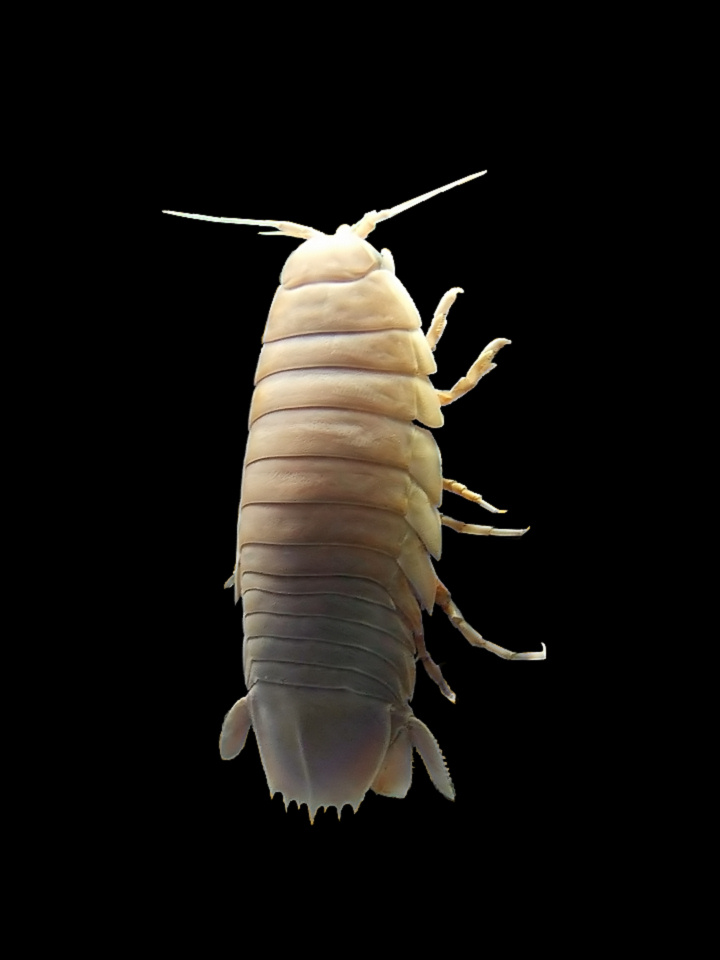
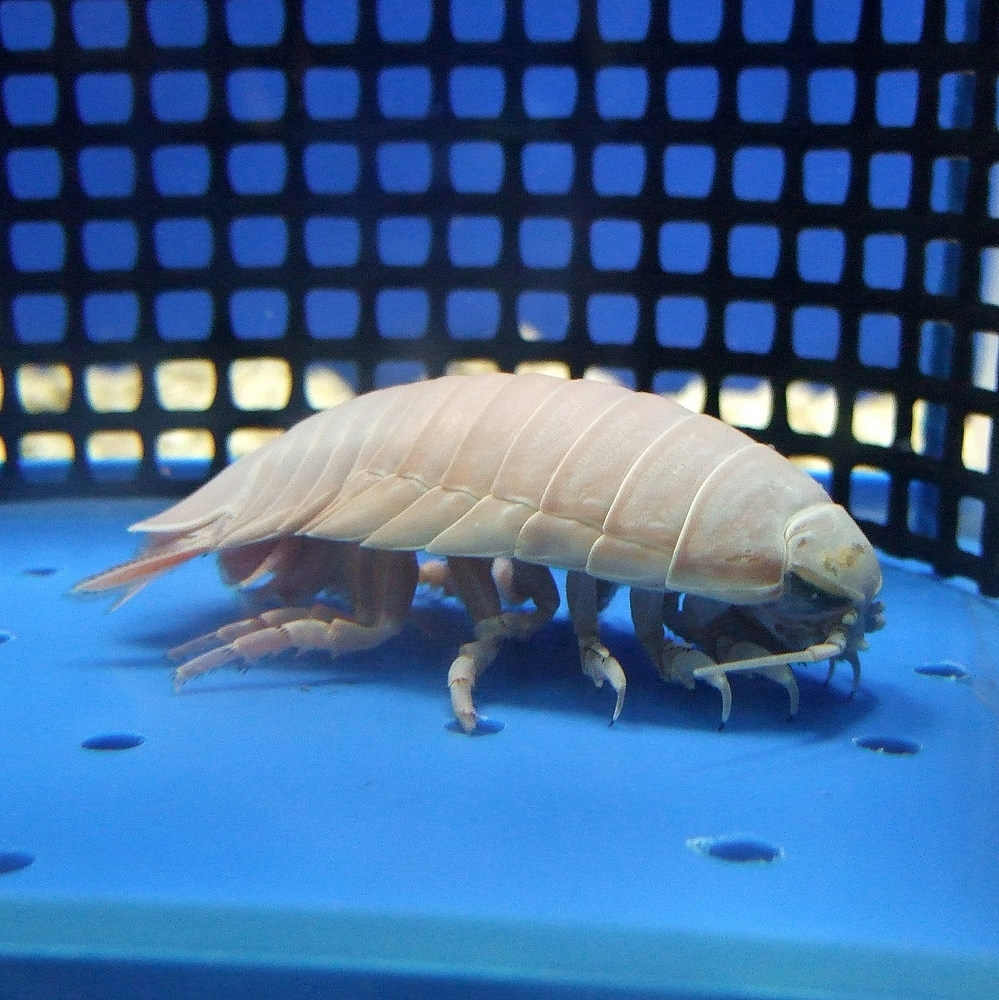